# Sikanen

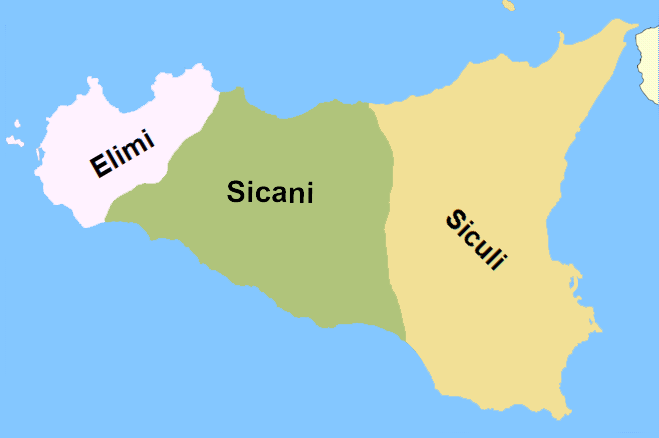
Ungefähres Gebiet der Sikaner (Sicani) auf der Insel Sizilien z. Z. der griechischen Kolonisation

Als Sikanen oder Sikaner (altgriechisch Σικανοί Sikanoi, lateinisch Sicani) wurde von den Griechen ein Teil der vorgriechischen Bevölkerung Siziliens bezeichnet. Sie galten in der Antike als sehr frühe Bewohner der Insel. Thukydides zufolge behaupteten sie selbst, Ureinwohner Siziliens zu sein, während anderen antiken Berichten zufolge nur noch Sagengestalten wie die Kyklopen und Laistrygonen vor ihnen auf der Insel gelebt hätten. Die Sikaner, nach denen Sizilien ursprünglich Sikanien geheißen habe, seien ursprünglich aus Iberien gekommen, aus der Gegend um den Fluss Sikanos, wo sie von Ligurern vertrieben worden seien. Wie Thukydides an gleicher Stelle schreibt, behaupteten die Sikaner von sich selbst aber, sie seien autochthon. Timaios von Tauromenion, dem Diodor folgt, meinte, die Sikaner seien die Ureinwohner der Insel.
Laut Thukydides siedelten sich nach dem Trojanischen Krieg einige Trojaner im Nordwesten (Eryx und Segesta) der Insel an und erhielten den Namen Elymer. Später wurden die Sikaner von den aus Italien kommenden Sikelern in den Süden und Westen der Insel verdrängt – laut Thukydides knapp 300 Jahre vor der griechischen Kolonisation. Danach wurde Sizilien nach den Sikelern benannt. Diodor dagegen schreibt, die Sikaner seien wegen eines gewaltigen Ausbruchs des Ätna, der über Jahre immer mehr Felder verwüstete, in den Westen der Insel ausgewandert. Die dadurch frei gewordenen Gebiete seien Generationen später durch die einwandernden Sikeler besiedelt worden.
Zur Zeit der griechischen Kolonisation Siziliens (ab dem 8. Jahrhundert v. Chr.) lebten die Sikaner vor allem im mittleren und südwestlichen Teil der Insel, während die Sikeler den Osten und Nordosten, die Elymer den Nordwesten Siziliens bewohnten.
Die sikanische Sprache konnte bisher keiner Sprachfamilie zugeordnet werden. Das liegt vor allem an der geringen Anzahl eindeutig sikanischer Schriftfunde. Viele der früher als sikanisch geltenden Inschriften aus dem 6. bis 4. Jahrhundert v. Chr., die vor allem im Süden Siziliens gefunden wurden, stellten sich mittlerweile als sikulisch bzw. mit dem Sikulischen verwandt heraus.